# 周湯豪 (同名專輯)
《周湯豪》是周湯豪的首張大碟，在2010年7月16日推出。
這張專輯出版的首要條件是，在2010年7月10日周湯豪的出道演唱會中，要有超過3000人入場參與。
專輯的第一主打歌《附心漢》由舞曲製作人小安打造，而第二主打歌則是《愛瘋》，另外本專輯其中三首曲目由他親自創作。

## 曲目
| 曲序 | 曲名     | 曲                         | 詞                              | 編曲          | 附註                   |
| 01   | 附心漢   | 陳信安                     | 葛大為（歌詞） 周湯豪（說唱詞） | 陳信安        | 第一主打歌             |
| 02   | Miss壞   | 陳信安                     | 吳易緯                          | 陳信安        |                        |
| 03   | 罵醒我   | 陳穎見                     | 姚若龍                          | 林於賢        | 新馬地區第三主打歌     |
| 04   | 愛瘋     | 陳威全                     | 馬嵩惟                          | Martin Tan    | 第二主打歌             |
| 05   | 使命必達 | Bill Padley Jeremy Godfrey | 葛大為                          | Kenn C        | 原曲為《Love Service》 |
| 06   | Wake Up  | Nick The Real（周湯豪）    | 崔惟楷                          | 陳信安 周湯豪 | 台灣地區第三主打歌     |
| 07   | 最後通牒 | Kim, Seok Jin              | 葛大為                          | 陳信安        |                        |
| 08   | 連線     | 魏文浩                     | 陳天佑                          | 洪敬堯        |                        |
| 09   | 情剩     | Nick The Real（周湯豪）    | 葛大為                          | 劉文仁 周湯豪 |                        |
| 10   | 翻頁作廢 | Nick The Real（周湯豪）    | Gwen                            | 楊鈞堯        |                        |

## 音樂錄影帶
| 歌名                          | 執導   | 首播日期      | 首播頻道 | 附註 |
| ----------------------------- | ------ | ------------- | -------- | ---- |
| 附心漢 （页面存档备份，存于） | 賴偉康 | 2010年6月3日  | youtube  |      |
| 愛瘋（页面存档备份，存于）    | 陳映之 | 2010年7月20日 | youtube  |      |
| Wake Up（页面存档备份，存于） | 陳映之 | 2010年8月17日 | youtube  |      |
| 罵醒我 （页面存档备份，存于） | 陳映之 | 2010年8月27日 | youtube  |      |

## 外部連結
- 5 Music，: 首張同名專輯[]，2010年7月21日 (三) 19:25 (UTC+8)查閱，（繁體中文）